# Уоррик, Мета
Мета Уоррик (англ. Meta Warrick, полное имя Meta Vaux Warrick Fuller; 1877—1968) — афро-американская художница.
Представительница афроцентризма, талантливый художник и поэт, больше всего известнаа своей скульптурой.

## Биография
Родилась 9 июня 1877 года в Филадельфии, штат Пенсильвания, в семье парикмахера Уильяма Уоррика (William H. Warrick) и его жены — косметолога Эммы (Emma Warrick, урождённая Jones), занимавших влиятельное место в афро-американском сообществе.
Мета обучалась искусству, музыке, танцам и верховой езде. Стала одной из немногих, отобранных из государственных школ Филадельфии для посещения художественной школы J. Liberty Tadd's. Начальное художественное образование она получила дома, так как её отец интересовался скульптурой и живописью.
Карьера Меты Уоррик как художника началась после того, как один из её школьных проектов был выбран для участия в 1893 году на Всемирной Колумбийской выставке в Чикаго. Благодаря этому она выиграла в 1894 году стипендию в Pennsylvania Museum and School of Industrial Art (PMSIA, ныне University of the Arts), где увлеклась скульптурой. В 1898 году она получила диплом и свидетельство учителя.
В 1899 году Уоррик отправилась в Париж, где она училась у Рафаэля Коллена, изучала скульптуру в Академии Коларосси и рисование в Школе изящных искусств. В Европе Мете Уоррик пришлось столкнуться с расовой дискриминацией в Американском женском клубе, где ей было отказано в проживании, хотя она сделала предварительный заказ до своего приезда. Друг её семьи — афро-американский художник Генри Таннер, нашел для неё жилье и представил своему кругу друзей.
В Париже Уоррик училась до 1902 года. В 1902 году стала протеже Огюста Родена, который поощрял её лепку. Здесь она познакомилась с американским социологом Уильямом Дюбуа, который стал её другом и доверенным лицом. Он же призвал Мету опираться на африканские и афро-американские темы в своей работе. Её наставником во время обучения у Рафаэля Коллина был Генри Таннер. К концу своего пребывания в Париже она была широко известна и выставляла работы во многих галереях. В 1903 году, перед возвращением в Соединенные Штаты, две её работы — «The Wretched» и «The Impenitent Thief» были выставлены в Парижском салоне.

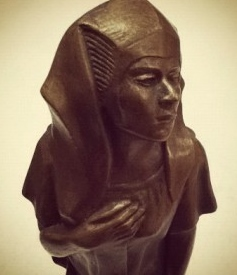
Скульптура Ethiopia Awakening, бронза, 1910

Вернувшись в Филадельфию в 1903 году, она выставлялась в Пенсильванской академии изящных искусств в 1906 году. Мета Уоррик стала первой афроамериканской женщиной, получившей заказ от Правительства США: она создала серию картин, изображающих афро-американские исторические события для выставки Jamestown Tercentennial Exposition в Норфолке, штат Вирджиния, состоявшейся в 1907 году. Она снова выставлялась в Пенсильванской академии изящных искусств в 1908 году. В 1910 году пожар в помещении в Филадельфии, где она хранила инструменты и многие свои картины и скульптуры, уничтожил их — Уоррик потеряла труды за 16 лет работы. Такая утрата стала для неё эмоционально разрушительной: художница была морально опустошена и отстранилась от контактов. На прошедших впоследствии выставках она представляла свои сохранившиеся работы.
Умерла 18 марта 1968 года в больнице Cardinal Cushing Hospital во Фреймингеме, штат Массачусетс. Место захоронения неизвестно.

### Семья
В 1907 году Мета Уоррик вышла замуж за Соломона Картера Фуллера, видного врача либерийского происхождения, одного из первых чёрных психиатров в Соединённых Штатах. Супруги поселились во Фрамингеме, штат Массачусетс в 1910 году. После пожара Мета построила небольшую студию в глубине своего дома, продолжая немного заниматься скульптурой.
У супругов было трое сыновей:
- Solomon Carter Fuller (1910—2001);
- William T Fuller (1911—1974);
- Perry James Fuller (1917—1988).